# Alskugglöpare
Alskugglöpare (Platynus livens) är en skalbaggsart som först beskrevs av Leonard Gyllenhaal 1810.  Alskugglöpare ingår i släktet Platynus, och familjen jordlöpare. Arten är reproducerande i Sverige.